# الظهر (إدلب)
الظهر قرية سورية تتبع ناحية دركوش في منطقة جسر الشغور في محافظة إدلب. بلغ عدد سكانها 687 نسمة في عام 2004 حسب إحصاء المكتب المركزي للإحصاء.